# Jadwiga Kaczyńska

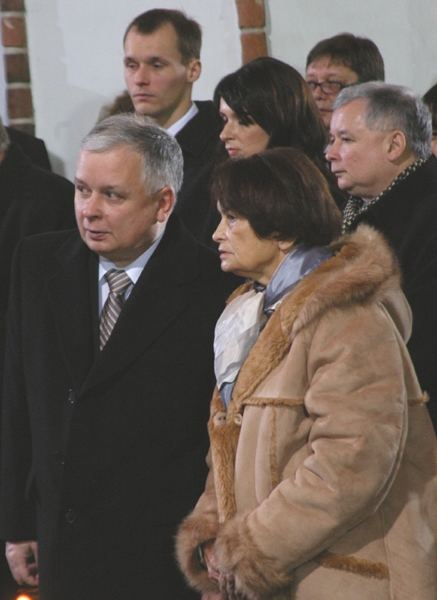
Jadwiga Kaczyńska z synami Lechem oraz Jarosławem, wnuczką Martą Kaczyńską-Dubieniecką i jej ówczesnym mężem, Piotrem Smuniewskim (2005)

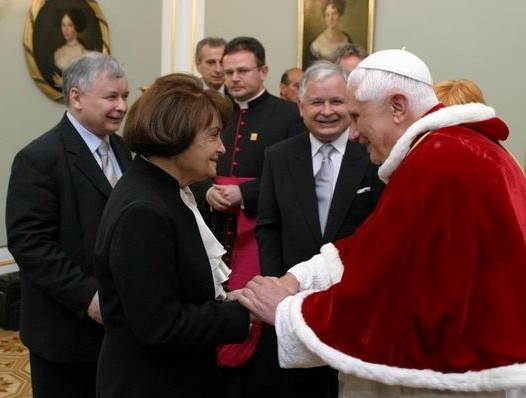
Jadwiga Kaczyńska i Benedykt XVI (2006). Za nimi jej synowie – Jarosław i Lech

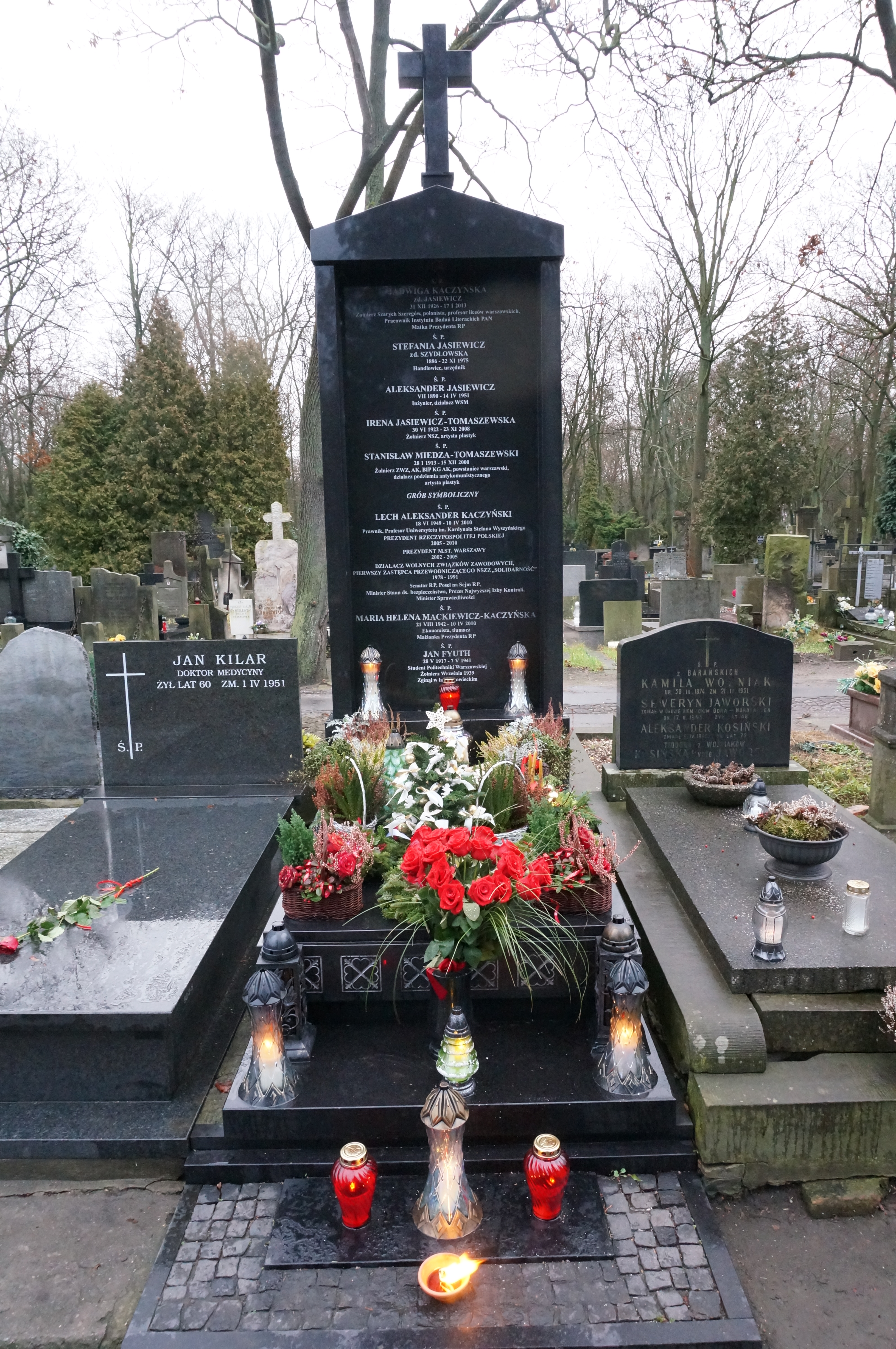
Grób Jadwigi Kaczyńskiej i rodziny oraz symboliczny grób jej syna Lecha Kaczyńskiego i Marii Kaczyńskiej na cmentarzu Powązkowskim w Warszawie

Jadwiga Stanisława Kaczyńska z domu Jasiewicz (ur. 31 grudnia 1926 w Starachowicach, zm. 17 stycznia 2013 w Warszawie) – polska polonistka, nauczycielka, harcerka Szarych Szeregów; matka prezydenta RP Lecha Kaczyńskiego i premiera RP Jarosława Kaczyńskiego.

## Rodzina
Jadwiga Kaczyńska pochodziła z rodziny Jasiewiczów herbu Rawicz. Była córką inżyniera budownictwa Aleksandra Jasiewicza i Stefanii z Szydłowskich (primo voto Fyuth). Miała siostry Irenę, Władysławę, Janinę, Wandę i przyrodniego brata Jana, który został zamordowany w radzieckim łagrze za próbę przedostania się na Zachód do Polskich Sił Zbrojnych
Aleksander Jasiewicz był jednym z projektantów Warszawskiej Spółdzielni Mieszkaniowej, założonej przez działaczy Polskiej Partii Socjalistycznej. Zamieszkał z żoną przy ul. Adama Mickiewicza 27 – w tym samym domu, w którym po latach Jacek Kuroń organizował spotkania opozycji antykomunistycznej.
Stryj Jadwigi, płk Wincenty Jasiewicz mieszkał przed wojną w Baranowiczach; miał syna Lucjana, który uczył się w tym samym liceum, co przyszły mąż Jadwigi – Rajmund Kaczyński. Drugi stryj, rotmistrz Edward Jasiewicz, poległ w wieku 25 lat w wojnie polsko-bolszewickiej w 1920. Wuj Jadwigi, Jerzy Szydłowski, był pionierem harcerstwa w Starachowicach, a jego imieniem nazwano jedną z ulic prowadzącą do stanicy harcerskiej nad Lubianką. Wuj Rusław Szydłowski, harcerz, poszedł razem z braćmi na wojnę polsko-bolszewicką, w której zginął mając 16 lat.
Starsza siostra Jadwigi, Irena Jasiewiczówna, poślubiła Stanisława Miedzę-Tomaszewskiego, powstańca warszawskiego, wykładowcę ASP w Warszawie i późniejszego ojca chrzestnego Lecha Kaczyńskiego.

## Życiorys
W czasie okupacji niemieckiej była sanitariuszką, harcerką Szarych Szeregów w Starachowicach na Kielecczyźnie, nosiła pseudonim „Bratek”. Mieszkała u dziadków, w leśniczówce przy ul. Tychowskiej (ob. ul. Radomska) na Osiedlu Bugaj w Starachowicach. Przyrzeczenie harcerskie złożyła w nieistniejącym już budynku Szkoły Podstawowej nr 2, należała do zastępu „Zioło” w drużynie im. Emilii Plater. Od 1944 pracowała na oddziale chirurgii starachowickiego szpitala, gdzie m.in. niosła pomoc partyzantom, rannym w operacji "Burza". W Starachowicach spędziła całą wojnę, dopiero po jej zakończeniu wyjechała do Warszawy. Po wojnie wstąpiła do Sodalicji Mariańskiej. W 1946 ukończyła I Liceum Ogólnokształcące im. Tadeusza Kościuszki w Starachowicach.
Była zaręczona z Leszkiem Jastrzębskim. W 1948 wyszła za Rajmunda Kaczyńskiego, porucznika Armii Krajowej, uczestnika powstania warszawskiego, którego poznała na jednym z balów karnawałowych na Politechnice Warszawskiej. W 1949 urodziła synów, Jarosława i Lecha. Przy porodzie jako położna asystowała matka Tadeusza Gajcego. Matkami chrzestnymi chłopców zostały siostry bliźniaczki Ludwika Woźnicka (Jarosława) i Zofia Woźnicka (Lecha); ocalałe z getta warszawskiego.
Po ukończeniu studiów polonistycznych na Wydziale Filologicznym Uniwersytetu Warszawskiego od 1953 pracowała w Instytucie Badań Literackich PAN i jako nauczycielka języka polskiego. W IBL współpracowała z Janem Józefem Lipskim, po jego śmierci opracowała bibliografię wszystkich jego publikacji. W związku z zatrudnieniem w IBL PAN oraz pracą nauczycielki języka polskiego w latach 1953–1980 należała do Związku Nauczycielstwa Polskiego.
W 2011 wystąpiła w filmie dokumentalnym 10.04.10 autorstwa Anity Gargas, dotyczącym katastrofy smoleńskiej, w której zginął jej syn Lech.
Jadwiga Kaczyńska zmarła po ciężkiej chorobie 17 stycznia 2013 w Warszawie, w Wojskowym Instytucie Medycznym. 23 stycznia 2013 po mszy żałobnej w bazylice Świętego Krzyża w Warszawie została pochowana w rodzinnym grobowcu na cmentarzu Powązkowskim (kwatera 92-2-9).

## Publikacje
Jest autorką publikacji:
- Leon Kruczkowski. Monografia bibliograficzna, Wrocław 1992
- Jan Józef Lipski. Monografia bibliograficzna, Warszawa 2001
- Moja prawdziwa historia, seria Fakt, Warszawa 2004 (współwydana ze wspomnieniami Wojciecha Fibaka).

Współautorka Słownika pseudonimów pisarzy polskich XV wieku – 1970 rok, Wrocław 1994. Jest również autorką przedmowy do wydania Niemców Leona Kruczkowskiego z 1983.

## Nagrody, wyróżnienia i upamiętnienie
W 2005 została uhonorowana tytułem Człowieka Roku Życia Warszawy za stworzenie domu, w którym rodził się świat wartości zmieniających Polskę.
W styczniu 2013 Rada Miasta Starachowic przyznała Jadwidze Kaczyńskiej pośmiertnie honorowe obywatelstwo Starachowic.
W przeddzień pierwszej rocznicy śmierci Jadwigi Kaczyńskiej, 16 stycznia 2014 w Panteonie Pamięci Narodu Polskiego na placu przed kościołem Wszystkich Świętych w Starachowicach została odsłonięta tablica jej poświęcona z inskrypcją: Jadwidze Kaczyńskiej z wdzięczności za dar życia Prezydenta i Premiera RP – w I rocznicę śmierci Mieszkańcy Starachowic.
28 października 2016 jej imię nadano jednej z ulic w Starachowicach.

## Wywód genealogiczny
| 4. Stanisław Jasiewicz h. Rawicz      |  |                                     |  |  |                                    |
|                                       |  | 2. Aleksander Jasiewicz h. Rawicz   |  |  |                                    |
| 5. Jadwiga Dunin-Brzezińska h. Łabędź |  |                                     |  |  |                                    |
|                                       |  |                                     |  |  | 1. Jadwiga z Jasiewiczów Kaczyńska |
| 6. Franciszek Szydłowski              |  |                                     |  |  |                                    |
|                                       |  | 3. Stefania Szydłowska I voto Fyuth |  |  |                                    |
| 7. Józefa Huptyś                      |  |                                     |  |  |                                    |
|                                       |  |                                     |  |  |                                    |